# Куртеян Олександр Олександрович
Олександр Олександрович Куртеян (рос. Александр Александрович Куртеян / рум. Alexandr Curteian; нар. 27 вересня 1996, Кишинів, Молдова) — молдовський та російський футболіст, нападник та півзахисник аматорського колективу «Нєва».

## Життєпис
Син футболіста та тренера Олександра Куртеяна. Народився у Кишиневі, з дитинства проживав у Санкт-Петербурзі, де в «Зеніті» виступав його батько. Розпочав займатися футболом у школі «Зміна», яка згодом увійшла до системи «Зеніту». Займався у юнацьких та юніорських командах петербурзьких ДЮСШ «Колом'яги», «Локомотива», «Динамо». З літа 2013 року – в аматорській команді «Русь» (Санкт-Петербург). У сезоні 2014/15 років провів два матчі за молодіжну команду краснодарської «Кубані». У вересні 2015 року перейшов у клуб чемпіонат Молдови «Зімбру» (Кишинів), але менш ніж через місяць, не зігравши жодного матчу, пішов із команди. З березня 2017 року перебував у складі латвійської «Єлгави», провів один матч у Кубку країни. У серпні 2017 року зіграв один матч у чемпіонаті окупованого Криму за фейковий клуб «Рубін» (Ялта). У березні 2018 року побував на перегляді у «Динамо-Авто». 1 квітня підписав контракт із клубом «Сфинтул Георге» і того ж дня у домашньому матчі першого туру чемпіонату Молдови проти «Динамо-Авто» (0:1) вийшов на 79-й хвилині. Другий матч зіграв 16 червня на виїзді проти «Шерифа» (0:4), вийшов на 71-й хвилині. З літа 2018 грав у чемпіонаті Санкт-Петербурга за клуб «Нєву». З серпня 2019 року – у команді третьої ліги Словаччини «Спішська Нова Весь».
Перебував у заявці юнацької збірної Молдови.